# Kharílaos Vassilakos
Kharílaos Vassilakos (en grec Χαρίλαος Βασιλάκος, El Pireu, 1875 - 1 de desembre de 1964) va ser un atleta grec i el primer home a guanyar una marató. També guanyà la medalla de plata en la marató dels Jocs Olímpics d'Atenes.

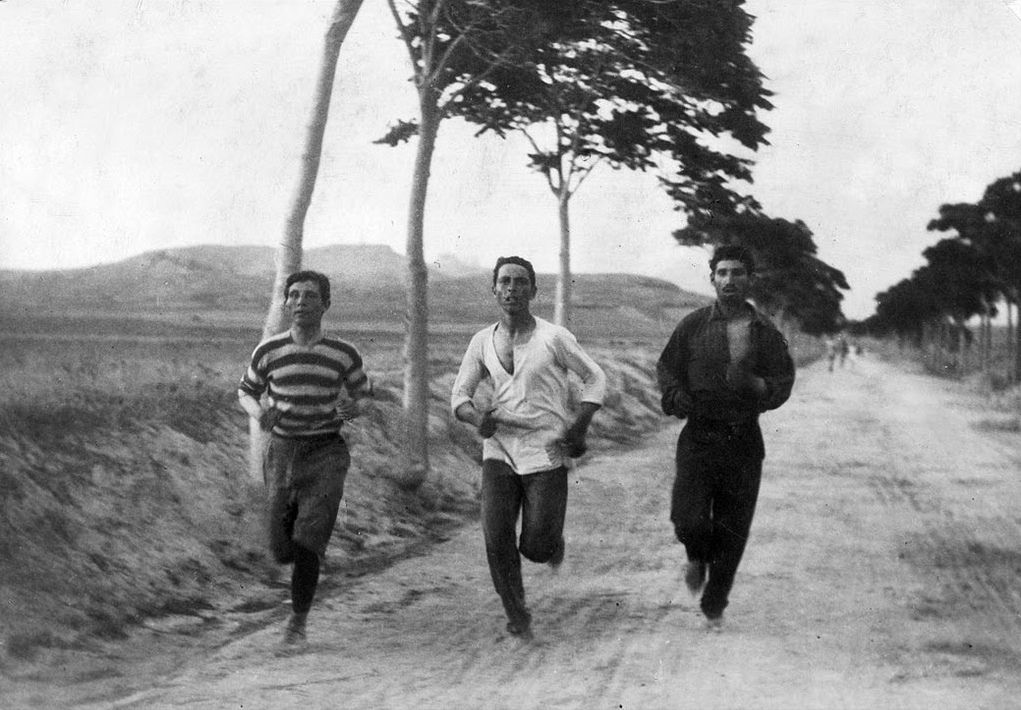
Corredors entrenant-se per la marató de 1896, el del mig és Kharílaos Vassilakos

El 22 de març de 1896 Grècia organitzà els primers Jocs panhel·lènics de l'era moderna. El principal objectiu d'aquests jocs era formar l'equip grec que prendria part als Jocs Olímpics que s'havien de disputar el mateix any. La major part dels participants eren joves procedents de l'exèrcit seleccionats per les seves qualitats atlètiques. Vassilakos, que s'havia criat en un poble de muntanya a la península de Mani, ja tenia una bona reputació com a corredor de llarga distància i guanyà la marató amb un temps de 3 hores i 18 minuts.
Vassilakos va ser un dels disset atletes que va prendre part en la marató olímpica del 10 d'abril de 1896, en què finalitzà en segona posició, rere Spirídon Luïs, amb un temps de 3 hores 6 minuts i 3 segons, i en què sols 9 atletes acabaren la cursa. Ambdues curses es van disputar sobre una distància de 40 quilòmetres, ja que la distància dels 42,195 quilòmetres no es va establir fins més tard.
Estudià dret i treballà com a agent de duanes pel ministeri d'economia a Atenes, ciutat on morí el 1964.